# Día de las Velitas
Le día de las velitas (le « jour des petites bougies ») ou la noche de las velitas (« la nuit des petites bougies ») est une des festivités traditionnelles de Colombie, lors de laquelle est célébrée l'Immaculée Conception.
En Colombie, les festivités varient selon les régions du pays, mais elles commencent généralement la nuit du 7 décembre, jusqu'au lendemain matin, par l'allumage de plusieurs lanternes et bougies illuminant les rues, les centres commerciaux et les lieux publics des villes. Cette célébration marque aussi le début des fêtes de la Nativité dans le pays.

## Sources
- (es) Cet article est partiellement ou en totalité issu de l’article de Wikipédia en espagnol intitulé « Día de las velitas » (voir la liste des auteurs).